# Grădiștea (gmina w okręgu Ilfov)
Grădiștea – gmina w północnej części okręgu Ilfov w Rumunii. W skład gminy wchodzą wsie: Grădiștea i Sitaru. W 2011 roku liczyła 3268 mieszkańców.